# Fed Cup 2010 Zona Asia/Oceania Gruppo I - Pool B
Il Gruppo B della Fed Cup 2010 Zona Asia/Oceania Group I nella Fed Cup 2010 è uno dei 2 gruppi in cui è suddiviso il Group I della zona Asia/Oceania. Quattro squadre si sono scontrate nel formato round robin. (vedi anche Pool A)
|   | Pool B              | Taipei cinese (bandiera) | Kazakistan (bandiera) | Thailandia (bandiera) | Uzbekistan (bandiera) |
| 1 | Taipei cinese (3-0) |                          | 2-1                   | 2-1                   | 2-1                   |
| 2 | Kazakistan (2-1)    | 1-2                      |                       | 2-1                   | 2-1                   |
| 3 | Thailandia (1-2)    | 1-2                      | 1-2                   |                       | 3-0                   |
| 4 | Uzbekistan (0-3)    | 1-2                      | 1-2                   | 0-3                   |                       |

## Thailandia vs. Uzbekistan
| Thailandia 3 | National Tennis Centre, Kuala Lumpur, Malaysia 3 febbraio 2010 cemento outdoor - synpave | National Tennis Centre, Kuala Lumpur, Malaysia 3 febbraio 2010 cemento outdoor - synpave | Uzbekistan 0 |     |     |  |
| \| \| \| \| 1 \| 2 \| 3 \| \| \| - \| \| ---------------------------------------------------------------------------------- \| --- \| --- \| --- \| \| \| 1 \| \| Suchanun Viratprasert Sabina Sharipova \| 6 2 \| 6 2 \| \| \| \| 2 \| \| Tamarine Tanasugarn Akgul Amanmuradova \| 7 5 \| 6 1 \| \| \| \| 3 \| \| Nudnida Luangnam / Varatchaya Wongteanchai Nigina Abduraimova / Albina Khabibulina \| 6 3 \| 5 7 \| 6 2 \| \| |                                                                                          |                                                                                          |              |     |     |  |
| |                                                                                          |                                                                                          | 1            | 2   | 3   |  |
| 1 | Thailandia (bandiera) · Uzbekistan (bandiera)                                            | Suchanun Viratprasert Sabina Sharipova                                                   | 6 2          | 6 2 |     |  |
| 2 | Thailandia (bandiera) · Uzbekistan (bandiera)                                            | Tamarine Tanasugarn Akgul Amanmuradova                                                   | 7 5          | 6 1 |     |  |
| 3 | Thailandia (bandiera) · Uzbekistan (bandiera)                                            | Nudnida Luangnam / Varatchaya Wongteanchai Nigina Abduraimova / Albina Khabibulina       | 6 3          | 5 7 | 6 2 |  |

## Kazakistan vs. Taipei Cinese
| Kazakistan 1 | National Tennis Centre, Kuala Lumpur, Malaysia 3 febbraio 2010 cemento outdoor - synpave | National Tennis Centre, Kuala Lumpur, Malaysia 3 febbraio 2010 cemento outdoor - synpave | Taipei cinese 2 |     |     |  |
| \| \| \| \| 1 \| 2 \| 3 \| \| \| - \| \| --------------------------------------------------------------------- \| --- \| --- \| --- \| \| \| 1 \| \| Sesil Karatančeva Kai-Chen Chang \| 6 4 \| 6 3 \| \| \| \| 2 \| \| Jaroslava Švedova Yung-Jan Chan \| 3 6 \| 4 6 \| \| \| \| 3 \| \| Jaroslava Švedova / Galina Voskoboeva Chia-Jung Chuang / Hsieh Su-wei \| 3 6 \| 6 2 \| 6 7 \| \| |                                                                                          |                                                                                          |                 |     |     |  |
| |                                                                                          |                                                                                          | 1               | 2   | 3   |  |
| 1 | Kazakistan (bandiera) · Taipei cinese (bandiera)                                         | Sesil Karatančeva Kai-Chen Chang                                                         | 6 4             | 6 3 |     |  |
| 2 | Kazakistan (bandiera) · Taipei cinese (bandiera)                                         | Jaroslava Švedova Yung-Jan Chan                                                          | 3 6             | 4 6 |     |  |
| 3 | Kazakistan (bandiera) · Taipei cinese (bandiera)                                         | Jaroslava Švedova / Galina Voskoboeva Chia-Jung Chuang / Hsieh Su-wei                    | 3 6             | 6 2 | 6 7 |  |

## Taipei Cinese vs. Uzbekistan
| Taipei cinese 2 | National Tennis Centre, Kuala Lumpur, Malaysia 4 febbraio 2010 cemento outdoor - synpave | National Tennis Centre, Kuala Lumpur, Malaysia 4 febbraio 2010 cemento outdoor - synpave | Uzbekistan 1 |     |   |  |
| \| \| \| \| 1 \| 2 \| 3 \| \| \| - \| \| ----------------------------------------------------------------------- \| --- \| --- \| - \| \| \| 1 \| \| Kai-Chen Chang Albina Khabibulina \| 6 2 \| 6 2 \| \| \| \| 2 \| \| Yung-Jan Chan Akgul Amanmuradova \| 2 6 \| 2 6 \| \| \| \| 3 \| \| Chia-Jung Chuang / Hsieh Su-wei Akgul Amanmuradova / Albina Khabibulina \| 6 3 \| 6 2 \| \| \| |                                                                                          |                                                                                          |              |     |   |  |
| |                                                                                          |                                                                                          | 1            | 2   | 3 |  |
| 1 | Taipei cinese (bandiera) · Uzbekistan (bandiera)                                         | Kai-Chen Chang Albina Khabibulina                                                        | 6 2          | 6 2 |   |  |
| 2 | Taipei cinese (bandiera) · Uzbekistan (bandiera)                                         | Yung-Jan Chan Akgul Amanmuradova                                                         | 2 6          | 2 6 |   |  |
| 3 | Taipei cinese (bandiera) · Uzbekistan (bandiera)                                         | Chia-Jung Chuang / Hsieh Su-wei Akgul Amanmuradova / Albina Khabibulina                  | 6 3          | 6 2 |   |  |

## Kazakistan vs. Thailandia
| Kazakistan 2 | National Tennis Centre, Kuala Lumpur, Malaysia 4 febbraio 2010 cemento outdoor - synpave | National Tennis Centre, Kuala Lumpur, Malaysia 4 febbraio 2010 cemento outdoor - synpave | Thailandia 1 |     |   |  |
| \| \| \| \| 1 \| 2 \| 3 \| \| \| - \| \| ----------------------------------------------------------------------------------- \| --- \| --- \| - \| \| \| 1 \| \| Sesil Karatančeva Suchanun Viratprasert \| 6 4 \| 6 2 \| \| \| \| 2 \| \| Jaroslava Švedova Tamarine Tanasugarn \| 3 6 \| 3 6 \| \| \| \| 3 \| \| Jaroslava Švedova / Galina Voskoboeva Tamarine Tanasugarn / Varatchaya Wongteanchai \| 6 3 \| 6 4 \| \| \| |                                                                                          |                                                                                          |              |     |   |  |
| |                                                                                          |                                                                                          | 1            | 2   | 3 |  |
| 1 | Kazakistan (bandiera) · Thailandia (bandiera)                                            | Sesil Karatančeva Suchanun Viratprasert                                                  | 6 4          | 6 2 |   |  |
| 2 | Kazakistan (bandiera) · Thailandia (bandiera)                                            | Jaroslava Švedova Tamarine Tanasugarn                                                    | 3 6          | 3 6 |   |  |
| 3 | Kazakistan (bandiera) · Thailandia (bandiera)                                            | Jaroslava Švedova / Galina Voskoboeva Tamarine Tanasugarn / Varatchaya Wongteanchai      | 6 3          | 6 4 |   |  |

## Kazakistan vs. Uzbekistan
| Kazakistan 2 | National Tennis Centre, Kuala Lumpur, Malaysia 5 febbraio 2010 cemento outdoor - synpave | National Tennis Centre, Kuala Lumpur, Malaysia 5 febbraio 2010 cemento outdoor - synpave | Uzbekistan 1 |      |   |  |
| \| \| \| \| 1 \| 2 \| 3 \| \| \| - \| \| ----------------------------------------------------------------------------- \| --- \| ---- \| - \| \| \| 1 \| \| Sesil Karatančeva Nigina Abduraimova \| 6 2 \| 6 2 \| \| \| \| 2 \| \| Galina Voskoboeva Akgul Amanmuradova \| 3 6 \| 4 6 \| \| \| \| 3 \| \| Jaroslava Švedova / Galina Voskoboeva Akgul Amanmuradova / Albina Khabibulina \| 6 4 \| 7 65 \| \| \| |                                                                                          |                                                                                          |              |      |   |  |
| |                                                                                          |                                                                                          | 1            | 2    | 3 |  |
| 1 | Kazakistan (bandiera) · Uzbekistan (bandiera)                                            | Sesil Karatančeva Nigina Abduraimova                                                     | 6 2          | 6 2  |   |  |
| 2 | Kazakistan (bandiera) · Uzbekistan (bandiera)                                            | Galina Voskoboeva Akgul Amanmuradova                                                     | 3 6          | 4 6  |   |  |
| 3 | Kazakistan (bandiera) · Uzbekistan (bandiera)                                            | Jaroslava Švedova / Galina Voskoboeva Akgul Amanmuradova / Albina Khabibulina            | 6 4          | 7 65 |   |  |

## Thailandia vs. Taipei Cinese
| Thailandia 1 | National Tennis Centre, Kuala Lumpur, Malaysia 5 febbraio 2010 cemento outdoor - synpave | National Tennis Centre, Kuala Lumpur, Malaysia 5 febbraio 2010 cemento outdoor - synpave | Taipei cinese 2 |      |   |  |
| \| \| \| \| 1 \| 2 \| 3 \| \| \| - \| \| ----------------------------------------------------------------------------- \| --- \| ---- \| - \| \| \| 1 \| \| Suchanun Viratprasert Kai-Chen Chang \| 1 6 \| 0 6 \| \| \| \| 2 \| \| Tamarine Tanasugarn Yung-Jan Chan \| 6 0 \| 6 2 \| \| \| \| 3 \| \| Tamarine Tanasugarn / Varatchaya Wongteanchai Chia-Jung Chuang / Hsieh Su-wei \| 0 6 \| 62 7 \| \| \| |                                                                                          |                                                                                          |                 |      |   |  |
| |                                                                                          |                                                                                          | 1               | 2    | 3 |  |
| 1 | Thailandia (bandiera) · Taipei cinese (bandiera)                                         | Suchanun Viratprasert Kai-Chen Chang                                                     | 1 6             | 0 6  |   |  |
| 2 | Thailandia (bandiera) · Taipei cinese (bandiera)                                         | Tamarine Tanasugarn Yung-Jan Chan                                                        | 6 0             | 6 2  |   |  |
| 3 | Thailandia (bandiera) · Taipei cinese (bandiera)                                         | Tamarine Tanasugarn / Varatchaya Wongteanchai Chia-Jung Chuang / Hsieh Su-wei            | 0 6             | 62 7 |   |  |